# Бернар, Ив
Ив Бернар (фр. Yves Bernaert, 27 марта 1937, Гент, Бельгия) — бельгийский хоккеист (хоккей на траве), полузащитник.

## Биография
Ив Бернар родился 27 марта 1937 года в бельгийском городе Гент.
В 1960 году вошёл в состав сборной Бельгии по хоккею на траве на Олимпийских играх в Риме, занявшей 11-е место. Играл на позиции полузащитника, провёл 2 матча, мячей не забивал.
В 1964 году вошёл в состав сборной Бельгии по хоккею на траве на Олимпийских играх в Токио, поделившей 11-12-е места. Играл на позиции полузащитника, провёл 7 матчей, забил 1 мяч в ворота сборной Гонконга.
В 1968 году вошёл в состав сборной Бельгии по хоккею на траве на Олимпийских играх в Мехико, занявшей 9-е место. Играл на позиции полузащитника, провёл 5 матчей, забил 2 мяча в ворота сборной Мексики.